# Бистрица (бивше насеље)
Бистрица је бивше насеље из 16. и 17. века, које је постојало на подручју данашњег Новог Сада.

## Историја
Ово насеље се под именом Bistritz јавља на више географских карата из 16. и 17. века. Први пут је уцртано на Лазарусовој карти Угарске из 1528. Потом се јавља на карти фламанског картографа Меркатора (1512−1594), као и на мапи П. Коронелија из 1688. године. Насеље се укупно налази на 7 старих карата.
У време првог помена Бистрице 1528. године, подручје на коме се она налазила било је под угарском, а касније (16−17. век) под османском управом.

## Локација
Постојање насеља Бистрица није археолошки потврђено, нити је утврђена његова тачна локација. Насеље се оквирно налазило на левој обали Дунава, преко пута Петроварадинске тврђаве, на подручју данашњег Новог Сада. На старим мапама се ово насеље негде налази уз сам Дунав, док је негде локација насеља померена на север у односу на тврђаву, а негде више ка ушћу Тисе.
- Реконструкција могуће локације насеља Бистрица у раном 16. веку на основу Лазарусове и Меркаторове карте
- Реконструкција могуће локације насеља Бистрица у 16-17. веку на основу Лазарусове и Меркаторове карте

## Порекло назива
Топоними Бистрица и Бистра су чести код Словена, а на просторима на којима су живели Срби се чешће јављају као хидроними. Назив Бистрица означава воду која тече брзо и која је бистра. Претпоставља се да су име овом насељу дали Срби који су ту живели.

## Наслеђе
Крајем 20. века је, према називу овог насеља, једном делу Новог Сада, до тада познатом као Ново Насеље, дато име Бистрица. Међутим, не постоје докази да се бивше насеље Бистрица налазило баш на подручју данашњег Новог Насеља - Бистрице.